# Свазлян, Вержине Гарниковна
Вержине Гарниковна Свазлян (арм. Վերժինե Գառնիկի Սվազլյան, род. 1 марта 1934, Александрия) — советская и армянская женщина-учёный, этнограф, фольклорист-арменовед и историк-геноцидовед. Ведущий научный сотрудник Института археологии и этнографии Национальной академии наук Республики Армения, доктор филологических наук, профессор Национальной академии наук Республики Армения. Заслуженный деятель науки Республики Армения (2016). Свазлян известна как собиратель произведений армянского народного творчества и исследователь геноцида армян в культуре.

## Биография
Родилась 1 марта 1934 года в Александрии (Египет) в семье писателя и общественного деятеля Гарника Свазляна, бежавшего из Османской империи. Училась в школе имени Погосяна, где получила начальное образование, и в школе сестёр непорочного зачатия с углублённым изучением французского языка. В 1947 году репатриировалась с родителями в Армянскую ССР, окончив в 1954 году Армянский государственный педагогический институт имени Х.А.Абовяна, кафедру армянского языка и литературы.
В 1958 году Свазлян устроилась работать в Институт литературы имени М. Абегяна при Академии наук Армянской ССР, её научным руководителем был К.А.Мелик-Оганджанян. С 1961 года сотрудница Института археологии и этнографии НАН Армянской ССР, в 1996—2004 годах — входила в Научный совет Музея-института Геноцида армян. Кандидат филологических наук (1965, диссертация о жизни и деятельности собирателя западноармянского фольклора Саркиса Айкуни), доктор филологических наук (1995, «Устные предания армян Киликии»). С 1996 года входит в Профессиональный совет Института археологии и этнографии НАН РА.
Является автором более 500 научных работ, опубликованных в Армении и за рубежом. В 2011 году вышла её книга «Геноцид армян: свидетельства очевидцев, переживших геноцид», переведённая на шесть языков (в том числе на турецкий в 2013 году).

## Научная деятельность
Свазлян прославилась благодаря более чем 60 лет работы в области фольклора: она записывала и восстанавливала произведения устного народного творчества армян из Западной Армении, Киликии и Анатолии, путешествуя по деревням и изучая рассказы тех, кто в своё время покинул историческую родину, спасаясь от геноцида. Также она собирала армянские народные сказки, сочинённые и рассказываемые уроженцами Западной Армении, которые в 1915 году бежали в Российскую империю. Неоднократно участвовала в республиканских и международных конференциях, выступала с докладами об армянской диаспоре на темы филологии, этнографии, геноцида и армянского вопроса.

## Некоторые научные работы[7]
- Վարդավառի հեթանոսական ակունքները արեւմտահայոց բանահիւսութեան մէջ : Յօդուած-ուսումնասիրութիւններ, 2001 : տիտղթ. (Վերժինէ Սվազլեան)
- Հայ ժողովրդական հեքիաթներ : տիտղթ. (Վ. Սվազլյան)
- Հայ ազգագրություն և բանահյուսություն = Армянская этнография и фольклор : Նյութեր և ուսումնասիր., տիտղթ. (Վ.Գ. Սվազլյան)
- Մուսա լեռան ազգագրությունը = The Ethnography of Moussa Dagh = Этнография Муса дага, 2001 : տիտղթ. (Վերժինե Սվազլյան)
- Մեծ եղեռն : Արևմտահայ բանավոր վկայություններ, 1995 : տիտղթ. (Վերժինե Գառնիկի Սվազլյան)
- Геноцид в воспоминаниях и туркоязычных песнях западных армян, 1997 : т.л. (Вержине Гарниковна Свазлян)
- Folklore of the Armenians of Constantinople, 2000 : t.p. (Verjine Svazlian)
- The armenian genocide and historical memory, 2004 : t.p. (Verjine Svazlian)

## Награды[8]
- Медаль «Ветеран труда» (1975)
- Грамота Президиума Академии наук Армянской ССР (1983)
- Золотая медаль «Мусадаг» (1985)
- Почётный гражданин Зейтуна (1992)
- Почётный гражданин Васпуракана (1999)
- Грамота Президиума Национальной академии наук Республика Армения (2000)
- Премия «Айкашен Узузнян» культурного союза диаспоры «Текеян» (2002)
- Памятная медаль Фритьофа Нансена и международного комитета «Истина для армян» (2003)
- Профессор Парижской арменоведческой академии «Арарат» (2004)
- Золотая памятная медаль Культурного союза стамбульских армян в Монреале (2005)
- Памятная медаль Месропа Маштоца филиала ВАБС в Сирии (2005)
- Премия Президента Республики Армения с формулировкой «За значительный вклад в дело признания геноцида армян» (2006)[9]
- Почётный гражданин Хаджина (2006)
- Золотая памятная медаль «Ключ Нила» Армянского политического собрания Александрии (2006)
- Медаль Американского библиографического института «Величайшая мысль XXI века» (2008)
- Памятная медаль «Первый армянский книгопечатник Акоп Мегапарт» (2009)
- Медаль «Трижды великий философ Давид Анахт» Армянской философской академии (2011)
- Медаль Мовсеса Хоренаци (2013)
- Заслуженный деятель науки Республики Армения (2016)